# UYBA Volley
La UYBA Volley è una società pallavolistica femminile italiana con sede a Busto Arsizio: milita nel campionato di Serie A1.

## Storia

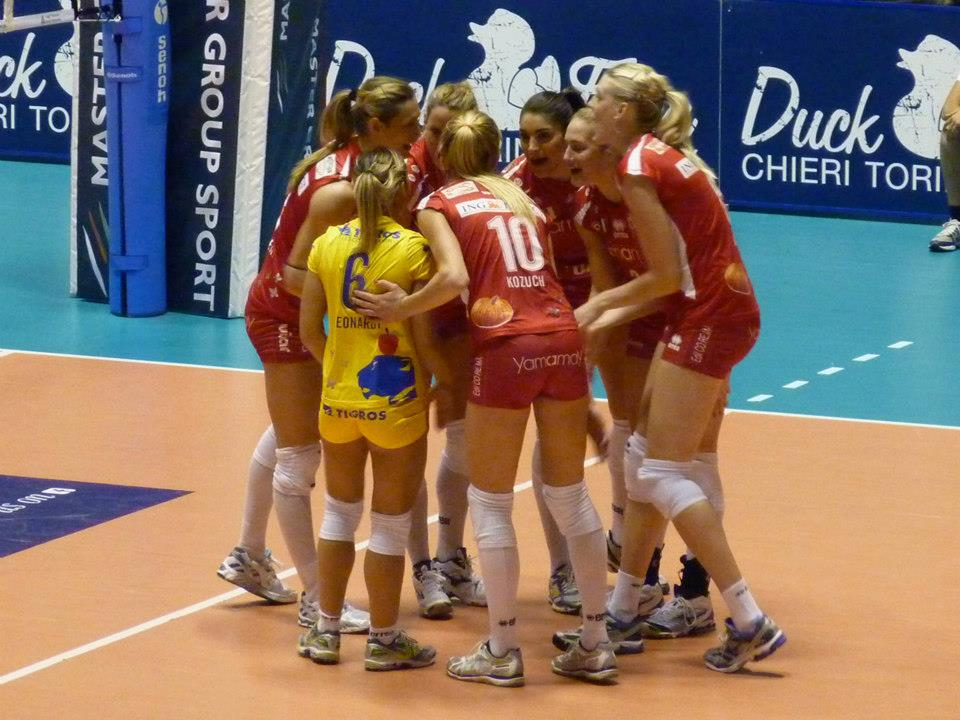
Squadra durante la stagione 2012-13

La Futura Volley Busto Arsizio è stata fondata nel 1998 previo acquisto del titolo sportivo del Cistellum di Cislago; ha disputato il suo primo campionato nella stagione 1998-99, in Serie A2, ottenendo, grazie al secondo posto finale in classifica, la promozione in Serie A1. Il primo campionato in massima divisione però si conclude con la penultima posizione in classifica, condannando la squadra ad una pronta retrocessione in serie cadetta.
Dalla stagione 2000-01, per sette annate consecutive, il club disputa il campionato di Serie A2, classificandosi sempre nelle zone di metà classifica, sfiorando la promozione solo nella stagione 2005-06, quando viene sconfitta in finale play-off promozione dall'Altamura e centrandola poi nella stagione successiva grazie al primo posto finale.
In Serie A1 la squadra ottiene discreti risultati e grazie al quarto posto della stagione 2008-09 si qualifica per la prima volta ad una competizione europea, ossia alla Coppa CEV 2009-10: proprio questo torneo segnerà la prima vittoria di un trofeo per il club bustocco, grazie al successo in finale contro la Stella Rossa di Belgrado. Tuttavia è la stagione 2011-12 che segna l'ascesa della Futura Volley, la quale, dopo la vittoria della Coppa Italia e la chiusura al primo posto in campionato al termine della regular season, vince il suo primo scudetto ed ottiene in secondo trionfo in Coppa CEV, battendo in finale il Galatasaray. La stagione 2012-13 si apre con la prima affermazione nella Supercoppa italiana, seguita poi dal terzo posto in Champions League, nella prima partecipazione del club nella massima competizione europea, dove raggiunge la finale nell'edizione 2014-15, sconfitta dall'Eczacıbaşı Spor Kulübü. Raggiunge la finale anche nell'edizione 2016-17 della Coppa CEV, persa contro la Ženskij volejbol'nyj klub Dinamo-Kazan'. Nell'estate 2017 la società muta la propria denominazione in UYBA Volley, acronimo di Unendo Yamamay Busto Arsizio.
Nella stagione 2018-19 la formazione bustocca conquista la terza Coppa CEV.

## Rosa 2025-2026
| N° | Nome                 | Ruolo | Data di nascita   | Nazionalità sportiva |
| -- | -------------------- | ----- | ----------------- | -------------------- |
| 1  | Valeria Battista     | S     | 23 gennaio 2001   | Italia               |
| 2  | Federica Pelloni     | L     | 26 dicembre 2002  | Italia               |
| 3  | Alessia Gennari      | S     | 3 novembre 1991   | Italia               |
| 5  | Nanami Seki          | P     | 12 giugno 1999    | Giappone             |
| 6  | Silke Van Avermaet   | C     | 2 giugno 1999     | Belgio               |
| 7  | Valentina Diouf      | O     | 10 gennaio 1993   | Italia               |
| 10 | Francesca Parlangeli | L     | 23 febbraio 1990  | Italia               |
| 11 | Josephine Obossa     | O     | 20 maggio 1999    | Italia               |
| 17 | Katja Eckl           | C     | 6 maggio 2003     | Italia               |
| 18 | Alice Torcolacci     | C     | 27 febbraio 2000  | Italia               |
| 19 | Jennifer Boldini     | P     | 6 aprile 1999     | Italia               |
| 23 | Melanie Parra        | S     | 12 settembre 2002 | Messico              |

## Palmarès
- Campionato italiano: 1

2011-12
- Coppa Italia: 1

2011-12
- Supercoppa italiana: 1

2012
- Coppa CEV: 3

2009-10, 2011-12, 2018-19

## Denominazioni precedenti
- 1998-2017: Futura Volley Busto Arsizio